# Un cas de l'Acadèmia de Policia
Un cas de l'Acadèmia de Policia (名探偵コナン 警察学校編 Wild Police Story, Meitantei Conan Keisatsu Gakkō-hen Wild Police Story), conegut internacionalment com a Detective Conan: Police Academy Arc, és una sèrie de manga japonesa escrita per Gosho Aoyama i il·lustrada per Takahiro Arai. És una sèrie derivada i preqüela del manga Detectiu Conan de Gosho Aoyama. Va ser serialitzat al Weekly Shōnen Sunday de Shogakukan d'octubre de 2019 a novembre de 2020, amb els seus capítols recollits en dos volums tankōbon.
Una adaptació d'una sèrie de televisió d'anime de cinc episodis de TMS Entertainment es va emetre del desembre del 2021 al març del 2023. L'anime s'ha doblat al català per al canal SX3, que es va estrenar el 14 de juny de 2023.

## Mitjans

### Manga
El manga va ser escrit per Gosho Aoyama i il·lustrat per Takahiro Arai. Es va publicar al Weekly Shōnen Sunday de Shogakukan del 2 d'octubre de 2019 al 18 de novembre de 2020. El primer arc de la sèrie, Jinpei Matsuda, va durar tres capítols l'octubre de 2019 i es va publicar un vídeo promocional narrat pel mateix Matsuda (Nobutoshi Canna). El segon arc, Wataru Date, va durar tres capítols el febrer de 2020 i es va publicar un vídeo promocional narrat pel mateix Date (Keiji Fujiwara). El tercer arc, Kenji Hagiwara, va durar tres capítols el juny de 2020 i també es va publicar un vídeo promocional narrat per Hagiwara (Shin-ichiro Miki). El quart i últim arc, l'arc Hiromitsu Morofushi, va durar quatre capítols d'octubre a novembre de 2020 i es va publicar un vídeo promocional narrat per Morofushi (Hikaru Midorikawa). Shogakukan va recopilar els seus capítols en dos volums tankōbon, publicats el 18 de novembre i el 18 de desembre de 2020.

### Anime
El 3 d'agost de 2021, es va anunciar que el manga rebria una adaptació de la sèrie de televisió d'anime. Es va estrenar el 4 de desembre de 2021 a ytv i NTV. El cinquè i últim episodi es va emetre el 4 de març de 2023. L'anime es va emetre amb un horari d'emissió irregular i es tracta com a part de la sèrie principal El detectiu Conan. A causa d'això, Crunchyroll va llicenciar la sèrie, ja que ho havia fet contínuament amb Detectiu Conan des del 2014. Presentava els temes habituals d'obertura i final de Detectiu Conan. El primer episodi utilitza el tema d'obertura "Yura Yura" de Wands. El segon i tercer episodis utilitzen el tema d'obertura "Sleepless" de B'z. El quart i cinquè episodis utilitzen el tema d'obertura "Sparkle" de Maki Ohguro. El primer i el segon episodis utilitzen el tema final "Sweet Moonlight" de Breakerz. El tercer episodi utilitza el tema final "Karappo no Kokoro" (空っぽの心, lit. "Cor buit") de Sard Underground. El quart episodi utilitza el tema final "Playmaker" (プレイメーカー, Pureimēkā) de All at Once amb Yudai Ohno (de Da-ice). El cinquè episodi utilitza el tema final "Kuufuku" (クウフク) de Konya, Anomachikara i Valshe.

#### Llista d'episodis
| Núm. específic | Núm. global Cat. | Núm. global Jap. | Títol | Direcció            | Data d'emissió original | Data d'emissió en català (SX3)                           |
| --- | ---------------- | ---------------- | --- | ------------------- | ----------------------- | -------------------------------------------------------- |
| 1 | 1086             | 1029             | «Un cas de l'Acadèmia de Policia. Jinpei Matsuda» «Keisatsu Gakkō-hen Wairudo Porīsu Sutōrī Kēsu. Matsuda Jinpei» (警察学校編 Wild Police Story CASE.松田陣平)           | Nobuharu Kamanaka   | 4 de desembre de 2021   | 14 de juny de 2023                                       |
| Amb la primavera, un nou curs de formació de policies comença a l'Acadèmia de la Policia Metropolitana. En aquest curs coneixerem cinc alumnes ben especials: en Furuya, el millor alumne de la promoció; en Matsuda, el busca-raons geni de la mecànica; en Date, el líder protector; l'amable Morofushi, que ajuda a tothom, i en Hagiwara, l'alumne perspicaç que sempre va rere les noies. Serem testimonis de la relació entre tots cinc, les motivacions que els porten a voler ser policies i veurem si són o no capaços de col·laborar. |                  |                  | |                     |                         |                                                          |
| 2 | 1095             | 1038             | «Un cas de l'Acadèmia de Policia. Wataru Date» «Keisatsu Gakkō-hen Wairudo Porīsu Sutōrī Kēsu. Date Wataru» (警察学校編 Wild Police Story CASE.伊達航)                   | Yasuichirō Yamamoto | 12 de març de 2022      | 21 de juny de 2023                                       |
| A l'Acadèmia de Policia, en Wataru Date confessa que se sent avergonyit del seu pare, exagent de policia. Quan ell era petit, el seu pare es va mostrar incapaç de reduir un atracador que havia entrat al supermercat on eren. Des d'aleshores, en Date està convençut que, per poder impartir justícia, cal ser el més fort. |                  |                  | |                     |                         |                                                          |
| 3 | 1099             | 1042             | «Un cas de l'Acadèmia de Policia. Kenji Hagiwara» «Keisatsu Gakkō-hen Wairudo Porīsu Sutōrī Kēsu. Hagiwara Kenji» (警察学校編 Wild Police Story CASE.萩原研二)           | Nobuharu Kamanaka   | 7 de maig de 2022       | 28 de novembre de 2024 27 de novembre de 2024 (en línia) |
| En aquesta nova aventura dels cinc amics de l'Acadèmia de Policia, coneixem el passat d'en Hagiwara, els pares del qual tenien un taller de reparació de cotxes que va haver de tancar a causa de la crisi econòmica. Els cinc amics col·laboren per trobar la manera d'aturar un camió descontrolat que arrossega un cotxe en què viatja un matrimoni gran. |                  |                  | |                     |                         |                                                          |
| 4 | 1118             | 1061             | «Un cas de l'Acadèmia de Policia. Hiromitsu Morofushi» «Keisatsu Gakkō-hen Wairudo Porīsu Sutōrī Kēsu. Morofushi Hiromitsu» (警察学校編 Wild Police Story CASE.諸伏景光) | Yasuichirō Yamamoto | 29 d'octubre de 2022    | 17 de desembre de 2024 27 de novembre de 2024 (en línia) |
| A un grup d'alumnes de l'Acadèmia de Policia els toca netejar els lavabos, inusualment bruts a causa del mal temps. El seu instructor els renya perquè ha rebut queixes d'altres instructors, i els castiga a netejar els lavabos tota una setmana. Quan surt del despatx, en Morofushi veu un avís d'una nena desapareguda que s'assembla molt a una amiga seva de quan era petit. |                  |                  | |                     |                         |                                                          |
| 5 | 1134             | —                | «lit. ‘Un cas de l'Acadèmia de Policia. Furuya Rei’» «Keisatsu Gakkō-hen Wairudo Porīsu Sutōrī Kēsu. Furuya Rei» (警察学校編 Wild Police Story CASE. 降谷零)             | Yasuichirō Yamamoto | 11 de març de 2023      | Sense anunciar                                           |